# Kondenahalli, Chik Ballapur
Kondenahalli là một làng thuộc tehsil Chik Ballapur, huyện Kolar, bang Karnataka, Ấn Độ.